# Karl Weierstrass
Karl Wilhelm Theodor Weierstraß, mais conhecido como Karl Weierstrass (pronúncia Karl Vaiˈɐrʃtras), (Ostenfelde, próximo de Ennigerloh, 31 de outubro de 1815 — Berlim, 19 de fevereiro de 1897) foi um matemático alemão, professor na Universidade de Berlim.

## Vida e carreira
Filho de um oficial alfandegário, quando jovem demonstrou habilidade em línguas e no trato com os números. Porém, por influência do pai, ingressou em um programa de leis e comércio da Universidade de Bonn, mas, para desgosto da família, concentrou-se mais na esgrima e na cerveja do que nos estudos, e retornou para casa, quatro anos mais tarde, sem nenhum diploma.
Em 1839, Weierstrass entrou para a Academia de Münster, com o objetivo de obter um título em educação secundária. Lá conheceu o matemático Christoph Gudermann, por quem foi orientado. As ideias de Gudermann influenciaram muito seu trabalho. Nos 15 anos seguintes à sua formatura, ensinou alemão, caligrafia, geografia e matemática em uma escola secundária. Por ser um professor secundário, muito do seu trabalho foi ignorado.
Somente em 1854 publicou um artigo de maior importância, o que lhe deu, da noite para o dia, fama matemática internacional. No mesmo ano recebeu, da Universidade de Königsberg, um título de doutor honorário, e, em 1856, na Universidade de Berlim, teve início sua carreira como professor universitário.
Em 1860 apresentou a primeira fórmula para uma função contínua que não fosse derivável em nenhum ponto, fortalecendo as teorias que o matemático da boêmia Bernhard Bolzano desenvolveu em 1834, quando apresentou uma destas funções.
Seu trabalho forneceu as bases da teoria das funções analíticas. Weierstrass foi um pioneiro da moderna análise matemática e mentor da matemática Sofia Kovalevskaya. Dentre seus mais brilhantes seguidores destaca-se também Georg Cantor e Edmund Husserl.
Criador do conceito de limite de uma função.
Foi eleito membro estrangeiro da Royal Society em 1881.

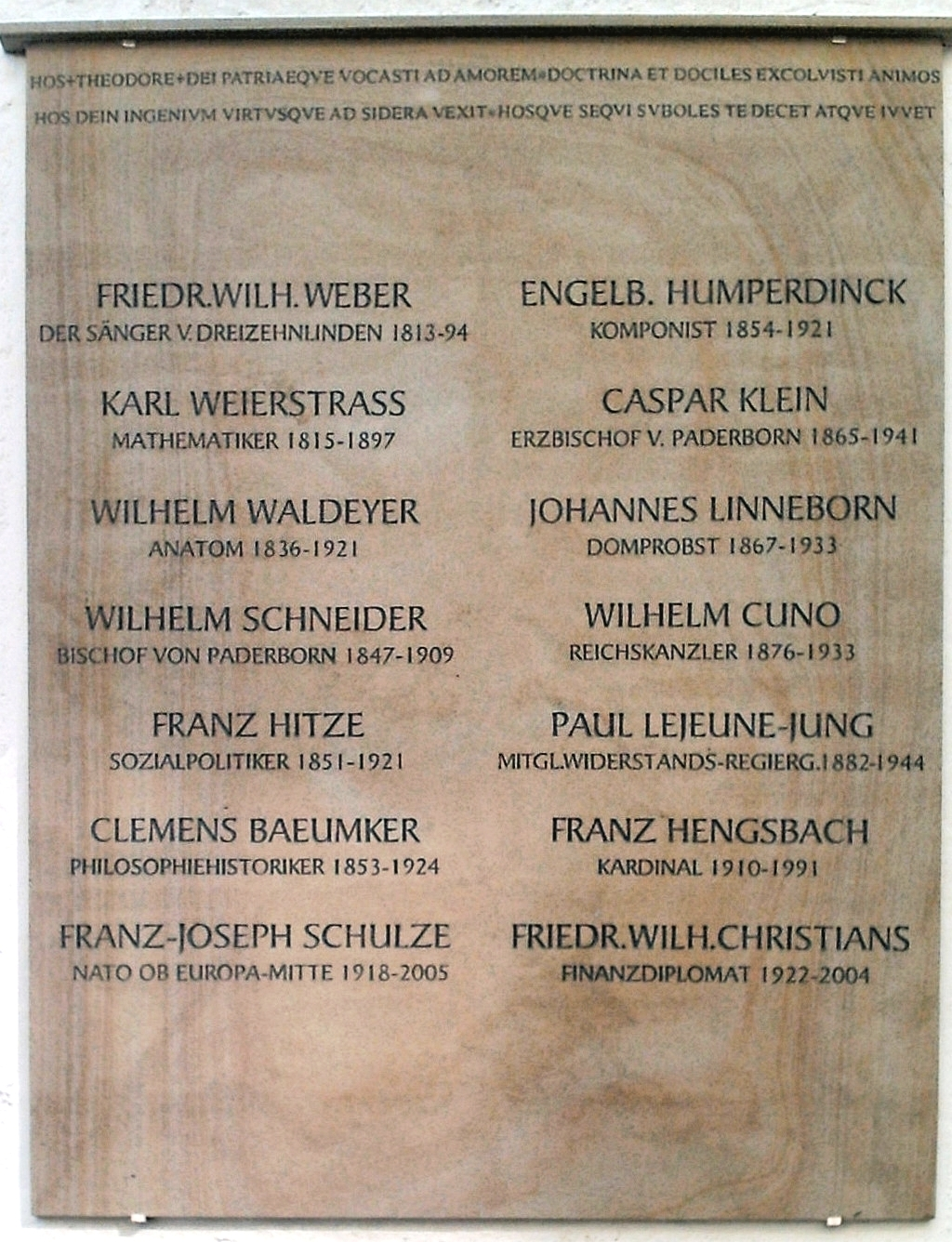
Karl Weierstraß listado em uma placa memorativa de alunos do Gymnasium Theodorianum em Paderborn

## Obras
- Gesammelte Werke, 7 volumes, 1894-1927, em especial:
- Abhandlungen-1 Math. Werke. Volume 1. Berlim, 1894
- Abhandlungen-2 Math. Werke. Volume 2. Berlim, 1897
- Abhandlungen-3 Math. Werke. Volume 3. Berlim, 1915
- Vorl. ueber die Theorie der Abelschen Transcendenten Math. Werke. Volume 4. Berlim, 1902
- Vorl. ueber Variationsrechnung Math. Werke. Volume 6. Berlim, 1927
- Abhandlungen aus der Funktionentheorie. Berlim 1866.